# جوزيف-إميل دوبريويل
جوزيف-إميل دوبريويل هو سياسي كندي، ولد في 15 ديسمبر 1894 في مونتريال في كندا، وتوفي بنفس المكان في 29 سبتمبر 1959. نشط حزبياً في حزب كيبيك الليبرالي. وقد انتخب عضو الجمعية الوطنية في كيبك ‏.